# Памаштур
Памашту́р (рос. Памаштур, марій. Памаштӱр) — присілок у складі Звениговського району Марій Ел, Росія. Входить до складу Шелангерського сільського поселення.

## Населення
Населення — 44 особи (2010; 39 у 2002).
Національний склад (станом на 2002 рік):
- марі — 82 %